# Sicya macularia
Sicya macularia är en fjärilsart som beskrevs av Harris 1850. Sicya macularia ingår i släktet Sicya och familjen mätare. Inga underarter finns listade i Catalogue of Life.